# Йоулупуккі

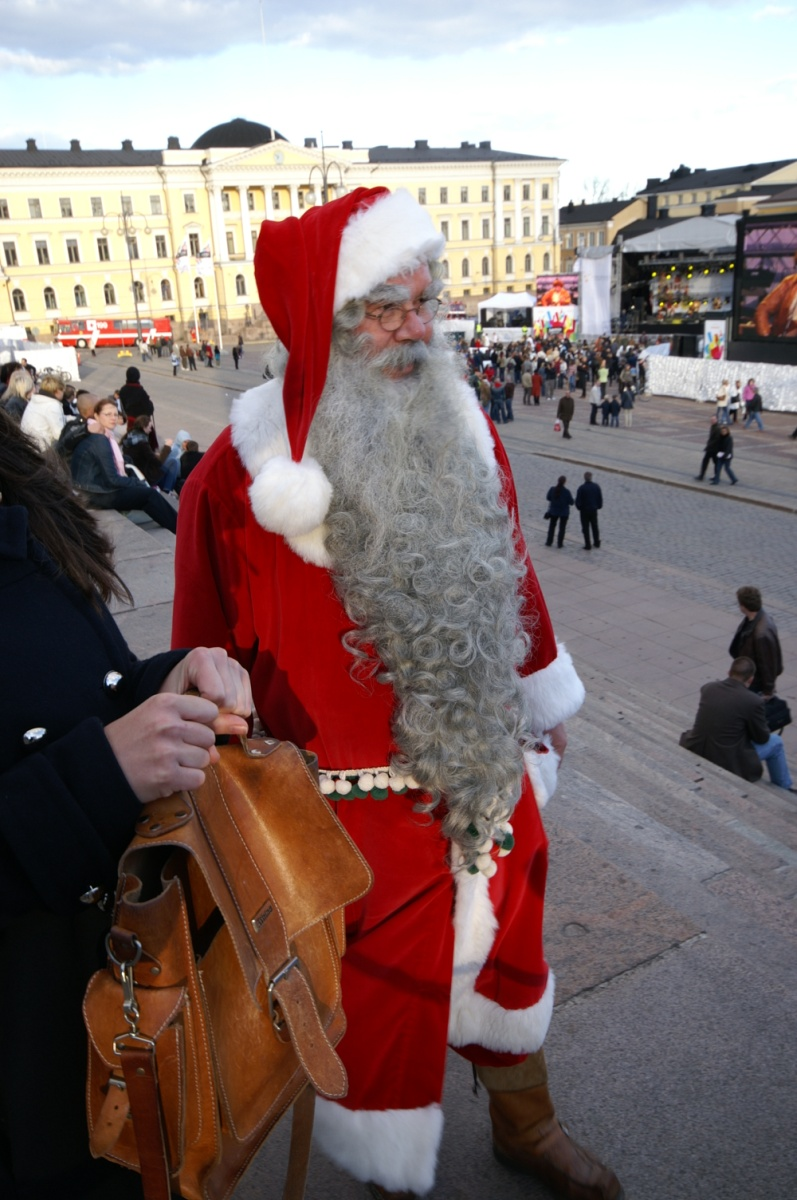
Людина, переодягнена в Йоулупуккі, стоїть перед Собором Святого Миколая в Гельсінкі.

Йоулупуккі (фін. Joulupukki) — фінський різдвяний персонаж. Ім'я «Йоулупуккі» фінською мовою дослівно означає «різдвяний козел» або «солом'яна коза»; слово пуккі походить від тевтонського кореня bock, що є конгнатом англійського «buck», що означає «коза-біллі». Маючи походження із старого скандинавського звичаю, з часом цей персонаж став подібним до Святого Миколая.

## Походження і опис
Йолупуккі спочатку належав до язичницьких традицій. Він пов'язаний із Одіном із германо-скандинавської міфології і нібито носив червоні шкіряні штани й червоний оздоблений хутром шкіряний плащ. Під час зимового сонцестояння, відомий під іменами Jólnir (фігура козла) і Langbarðr (з довгою бородою), Одін проводив дике Полювання у супроводі Тора, що керував своїм літаючим возом, який тягнули великі козли. Йолупуккі також міг бути людиною, що перетворилася на козла в Різдвяний вечір, як це описувала Ельза Бесков в історії Різдво Петра та Лотти. В деяких регіонах Фінляндії збереглася традиція переодягнення людини у костюм кози, в якому люди виконують театральне дійство, за яке отримують їжу з Різдвяного столу. Історично, такою людиною був старший чоловік, і за традицією його називають нууттіпуккі.
Він зазвичай носить теплий червоний кожух, а при подорожуванні він користується тростиною, і подорожує на санях запряженими кількома оленями, які не вміють літати на відміну від оленів Санта-Клауса. Популярною святковою піснею є «Rudolph the Red-Nosed Reindeer» (Рудольф, червононосий олень), що фінською є, Petteri Punakuono, що зробило Рудольфа дуже відомим у Фінляндії, як головного північного оленя Йоулупуккі. Часто згадують що в Йоулупуккі є дружина, Йоулумуорі («Старенька бабуся Різдва»), але про неї розповідають мало подробиць.

## Домівка
Йоулупуккі з дружиною Йоулумуорі живе і працює в горах Корватунтурі, що у Лапландії. В нього є помічники, яких звати тонтту, або більш повно йоулутонтту (від шведського томте); це не ельфи, а персонажі, дещо схожі на людей, або частіше на гномів.
Їх вбрання нагадує вбрання Йоулупуккі, а чоловіки також мають білі бороди, але йоулутонтту менші і мають різний вік, а також серед них є дівчата. Лише дуже великий і старий поважний чоловік може вдягти таке вбрання, як у Йоулупуккі, інші люди вдягаються як йоулутонтту, без зайвих урочистостей.

## Інша версія Йоулупуккі
Язичники мали свято вшанування повернення Сонця і існує думка, що Йоулупуккі — це найдавніша форма відомого зараз персонажа — Санта-Клауса. Вважають, що різдвяний козел був потворною істотою, яка лякала дітей, в той час, як інші вважають, що це була невидима істота, що допомагала приготуватися до дня Йоль.
Більшість теоретичних дослідників вважають, що Християнство почало адаптувати язичницькі звичаї до своїх свят і аби виправдати свої дії, вони поєднали язичницького персонажа із сучасною католицькою легендою про Святого Миколая, а згодом і Санта-Клауса.
Популярні радіопрограми із 1927 року ймовірно мали великий вплив на реформування концепцій щодо костюма подібного до костюма Санти, оленів і Корватунтурі як їх постійну домівку. Оскільки в Фінляндії дійсно живуть олені, а фіни живуть на Півночі, популярний американський культ швидко прижився в Фінляндії.

## Цікаві факти
- Фінський Йоулупуккі отримав більше ніж 700 000 листів від дітей з усього світу в 2006, як свідчить повідомлення з новин Фінської телерадіокомпанії, YLE.
- Санта-Клауса, що призвичаївся зараз в США з реклами Кока-кола, намалював фінський емігрант, Хаддон Сандблом[en].